# Nina Scheer

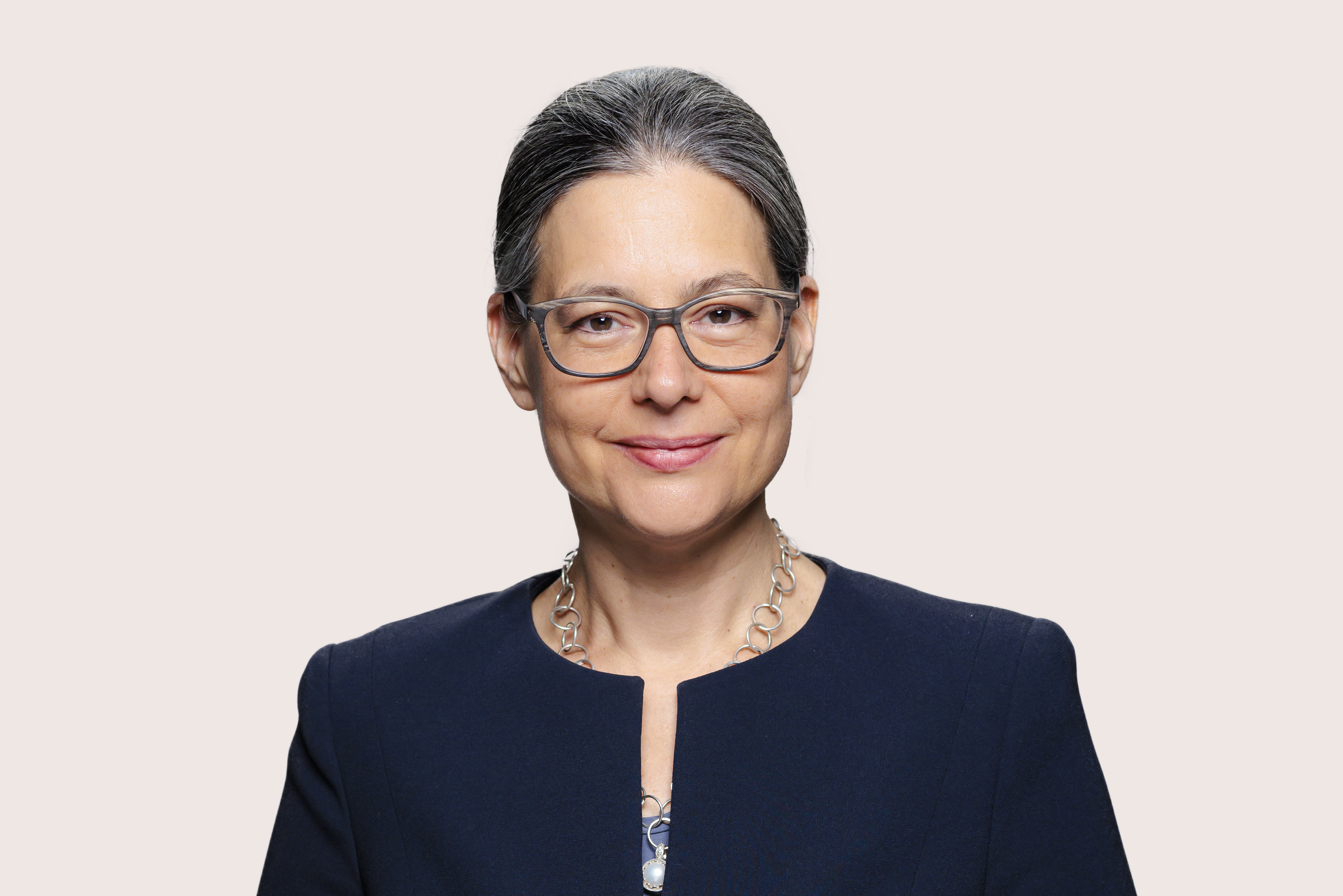
Nina Scheer (2022)

Nina Scheer (* 11. September 1971 in Berlin) ist eine deutsche Umwelt- und Energiepolitikerin der SPD, Vorstand der Hermann-Scheer-Stiftung und seit 2013 Mitglied des Deutschen Bundestages.

## Leben und Wirken
Nina Scheer ist die Tochter von Irm Scheer-Pontenagel und des langjährigen SPD-Bundestagsabgeordneten Hermann Scheer. Sie machte im Jahr 1991 in Bonn Abitur und studierte anschließend an der Folkwang Universität der Künste in Essen Musik mit dem Hauptfach Violine. Das Studium schloss sie im Jahr 1996 mit der künstlerischen Abschlussprüfung ab, im Anschluss studierte sie an der Rheinischen Friedrich-Wilhelms-Universität Bonn Rechtswissenschaften. Das erste Staatsexamen legte sie 2001 ab. Im Jahr 2008 wurde sie an der Universität Leipzig mit einer Dissertation zum Thema Welthandelsfreiheit vor Umweltschutz? im Fach Politikwissenschaft promoviert.
Sie war in den Jahren 1993 bis 1996 Violinistin des Folkwang Kammerorchester Essen und von 1996 bis 2004 freiberufliche Violinistin. Von 1997 bis 2002 war sie freie Mitarbeiterin der Zeitschrift für Neues Energierecht, von 2006 bis 2007 wissenschaftliche Mitarbeiterin des Bundestagsabgeordneten Marco Bülow und in den Jahren 2007 bis 2013 Geschäftsführerin von UnternehmensGrün.
Scheer lebt im Kreis Herzogtum Lauenburg und hat eine Tochter.

### Engagement
Nina Scheer setzt sich für die umfassende Einführung erneuerbarer Energien ein. Sie ist ehrenamtlicher Vorstand der Hermann-Scheer-Stiftung und Jurymitglied zur Vergabe des Deutschen Solarpreises (Eurosolar). Sie gehört dem Committee of Chairpersons des Weltrats für Erneuerbare Energien, WCRE, an. Sie ist stellvertretendes Mitglied des Beirates der Bundesnetzagentur und stellvertretendes Mitglied des Kuratoriums der Stiftung „Fonds zur Finanzierung der kerntechnischen Entsorgung“.

### Politik
Scheer ist seit 1987 SPD-Mitglied und seit 2011 Mitglied der Grundwertekommission der SPD.
Zur Bundestagswahl 2013 stellte die SPD Schleswig-Holstein sie für den Wahlkreis Herzogtum Lauenburg – Stormarn-Süd als Direktkandidatin auf. Diesen Wahlkreis gewann jedoch Norbert Brackmann von der CDU. Scheer zog über Platz 6 der Landesliste Schleswig-Holsteins in den Deutschen Bundestag ein. In der 18. Wahlperiode war sie Mitglied im Ausschuss für Wirtschaft und Energie und stellvertretendes Mitglied im Ausschuss für Umwelt, Naturschutz, Bau und Reaktorsicherheit. Eines ihrer Schwerpunktthemen ist die Energiewende.
Bei der Bundestagswahl 2017 zog sie erneut über Platz 3 der Landesliste Schleswig-Holstein in den Deutschen Bundestag ein. Im Wahlkreis Herzogtum Lauenburg – Stormarn-Süd unterlag sie erneut Norbert Brackmann von der CDU. In der 19. Wahlperiode war sie Mitglied im Rechtsausschuss, im Ausschuss für Umwelt, Naturschutz und nukleare Sicherheit und im Parlamentarischen Beirat für nachhaltige Entwicklung, dessen stellvertretende Vorsitzende sie war. Außerdem ist sie stellvertretende Sprecherin der Fraktionsarbeitsgruppe Umwelt, Naturschutz und nukleare Sicherheit. Zudem gehört sie als stellvertretendes Mitglied dem Ausschuss für Wirtschaft und Energie an.
Für die Wahl zum Parteivorsitz der SPD im Jahr 2019 bildete sie mit Karl Lauterbach eines der Kandidatenduos, sie unterlagen jedoch Norbert Walter-Borjans und Saskia Esken.
Scheer sprach sich für die Abschaffung des § 219a StGB (Werbung für den Abbruch der Schwangerschaft) für den Fall aus, dass die im Februar 2019 beschlossene Neufassung der Norm nicht funktionieren oder sich die Situation noch verschlechtern sollte.
Bei der Bundestagswahl 2021 erhielt sie 31,0 % der Erststimmen, gewann damit das Direktmandat im Wahlkreis Herzogtum Lauenburg – Stormarn-Süd und zog erneut in den Deutschen Bundestag ein. In der 20. Wahlperiode ist Nina Scheer Mitglied im Ausschuss für Klimaschutz und Energie und dem Unterausschuss Internationale Klima- und Energiepolitik. Sie ist zudem Sprecherin der SPD-Bundestagsfraktion für Klimaschutz und Energie. Als stellvertretendes Mitglied gehört sie dem Wahlausschuss, dem Ausschuss für wirtschaftliche Zusammenarbeit und Entwicklung und dem Rechtsausschuss an.
Nachdem das Bundesverfassungsgericht das Verbot der geschäftsmäßigen Sterbehilfe nach § 217 StGB für verfassungswidrig erklärt hatte, veröffentlichte Scheer ein Eckpunktepapier und schloss sich dem Gesetzentwurf um Renate Künast zur Schaffung einer gesetzlichen Neuregelung der Suizidassistenz an. Scheer spricht sich für die Suizidassistenz unter bestimmten Rahmenbedingungen aus.
Mit dem Ökonomen Jens Südekum forderte sie im Juni 2022 die Einführung eines Energiesparbonus angesichts steigender Energiepreise.
Bei der Bundestagswahl 2025 kandidierte sie nach Tim Klüssendorf auf Platz 2 der SPD-Landesliste Schleswig-Holstein.
Im Juni 2025 gehörte Nina Scheer zu den Erstunterzeichnern eines SPD-internen „Manifests“, in dem ein grundlegender Wandel in der deutschen Sicherheits- und Außenpolitik und eine „behutsame“ Wiederaufnahme von diplomatischen Kontakten zu Russland gefordert werden. Insgesamt unterzeichneten fünf von 120 SPD-Bundestagsabgeordneten das Papier.

## Schriften
- Welthandelsfreiheit vor Umweltschutz? Ponte Press, Bochum 2008, ISBN 978-3-920328-52-2 (zugl. Leipzig, Univ., Diss., 2008)
- Energiewende fortsetzen – Regenerative Vollversorgung vor dem Durchbruch, Vorwärts-Buch, Berlin 2012, ISBN 978-3-86602-751-0
- Handel braucht Wandel. Für eine Neuausrichtung der europäischen Handelspolitik, Ponte Press, Bochum 2015, ISBN 978-3-920328-74-4